# Convocazione delle Chiese episcopali in Europa
La Convocazione delle Chiese episcopali in Europa (fino al 2009 Convocazione delle Chiese americane in Europa) è una giurisdizione della Chiesa episcopale degli Stati Uniti d'America facente parte della Provincia II, con caratteristiche simili a quelle di una diocesi. Comprende tutte le chiese episcopali nell'Europa continentale. Il Vescovo presidente ha giurisdizione sulla Convocazione, delegata secondo i canoni ad un "Vescovo incaricato", ufficio attualmente detenuto da Pierre Whalon, primo vescovo della Convocazione ad essere eletto dalla Convenzione della Convocazione.

## Parrocchie e Missioni
Esistono nove parrocchie e numerose missioni. Le parrocchie sono situate in cinque stati europei (Germania, Svizzera, Belgio, Italia e Francia).

### Germania
- Parrocchia episcopale di Sant'Agostino di Canterbury a Wiesbaden
- Parrocchia episcopale di Cristo Re a Francoforte sul Meno
- Parrocchia episcopale dell'Ascensione a Monaco di Baviera

### Svizzera
- Parrocchia episcopale dell'Emmanuele a Ginevra

### Belgio
- Parrocchia episcopale di Tutti i Santi a Waterloo

### Italia
- San Paolo dentro le mura a Roma
- San Giacomo a Firenze
- Chiesa del Cristo a Napoli
- Chiesa della Risurrezione a Orvieto

### Francia
- Cattedrale della Santa Trinità, Parigi.
- Chiesa di Cristo, Clermont-Ferrand